# Blueprint

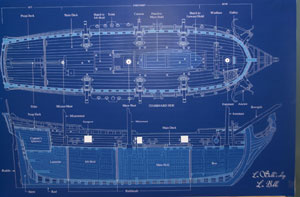
Moderno blueprint do galeão francês La Belle.

O blueprint ou cópia heliográfica é um tipo de suporte utilizado em desenho técnico para projetos de arquitetura, engenharia ou design. No início as vistas ortogonais do modelo eram impressas em linho, mas devido ao encolhimento do material, combateu-se este problema com impressões em papel vegetal e, posteriormente, em filme de poliéster (Mylar). Um blueprint usualmente se constitui de linhas brancas em um fundo azul. Um modelo mais recente utiliza linhas azuis em um fundo branco.

## Métodos de impressão

### Cianótipo
O cianótipo foi inventado em 1842 pelo francês Alphonse Louis Poitevin. O desenho a ser reproduzido, feito em um papel translúcido, é colocado em um papel sensibilizado com uma mistura de citrato de amônio férrico e ferrocianeto de potássio. O mesmo é exposto à luz; nas áreas do papel sensibilizado que não estão obscurecidas pelo desenho, a luz provoca as duas reações químicas para formar o azul. O papel exposto é então lavado com água, isso produz uma imagem negativa, como um desenho branco sobre um fundo azul-escuro.

### Diazotipo
No método diazotipo, o papel é sensibilizado na luz com uma mistura de sal de diazônio (usado em corantes), um reagente e um ácido que impede que o sal de diazônio e o reagente interajam. Um original semi-transparente é colocado no topo do papel sensibilizado e uma cópia do mesmo tamanho do original é feito através do contato direto. A luz, então, destrói o sal de diazônio. A solução ou gás de amônia é usado como um revelador após a exposição - esse neutraliza o ácido e permite que o sal de diazônio remanescente combinem com o reagente criando uma tinta azul. Os produtos químicos no papel adquirem cor somente nas áreas não expostas à luz. O método diazotipo produz linhas escuras em um fundo branco e é o método popular usado atualmente para reproduzir desenhos em formato grande. Os blueprints ainda são usados pelo seu custo mais acessível para formatos grandes.

## Vetores
Desenhos vetoriais e digitalizações de projetos também têm sido chamadas de blueprints.